# Scottish Division One 1911-1912
La Scottish Division One 1911-1912 è stata la 22ª edizione della massima serie del campionato scozzese di calcio, disputato tra il 15 agosto 1911 e il 27 aprile 1912 e concluso con la vittoria dei Rangers al loro settimo titolo, il secondo consecutivo.
Capocannoniere del torneo è stato Willie Reid (Rangers) con 33 reti.

## Stagione
Parteciparono al campionato le stesse squadre della precedente stagione.
I Rangers conquistarono il titolo a quattro giornate dal termine vincendo 0-1 contro il Raith Rovers, mentre il Celtic pareggiò 1-1 sul campo dell'Aberdeen.

## Classifica finale
Fonte:
|       | Pos. | Squadra             | Pt | G  | V  | N  | P  | GF | GS |
| ----- | ---- | ------------------- | -- | -- | -- | -- | -- | -- | -- |
|       | 1.   | Rangers             | 51 | 34 | 24 | 3  | 7  | 86 | 34 |
|       | 2.   | Celtic              | 45 | 34 | 17 | 11 | 6  | 58 | 33 |
|       | 3.   | Clyde               | 42 | 34 | 19 | 4  | 11 | 56 | 32 |
|       | 4.   | Hearts              | 40 | 34 | 16 | 8  | 10 | 54 | 40 |
|       | 4.   | Partick Thistle     | 40 | 34 | 16 | 8  | 10 | 47 | 40 |
|       | 6.   | Morton              | 37 | 34 | 14 | 9  | 11 | 44 | 44 |
|       | 7.   | Falkirk             | 36 | 34 | 15 | 6  | 13 | 46 | 33 |
|       | 8.   | Dundee              | 35 | 34 | 13 | 9  | 12 | 52 | 41 |
|       | 8.   | Aberdeen            | 35 | 34 | 14 | 7  | 13 | 44 | 44 |
|       | 10.  | Airdrieonians       | 32 | 34 | 12 | 8  | 14 | 40 | 41 |
|       | 11.  | Third Lanark        | 31 | 34 | 12 | 7  | 15 | 40 | 57 |
|       | 12.  | Hamilton Academical | 30 | 34 | 11 | 8  | 15 | 32 | 44 |
|       | 13.  | Hibernian           | 29 | 34 | 12 | 5  | 17 | 44 | 47 |
|       | 14.  | Motherwell          | 27 | 34 | 11 | 5  | 18 | 34 | 44 |
|       | 14.  | Raith Rovers        | 27 | 34 | 9  | 9  | 16 | 39 | 59 |
|       | 16.  | Kilmarnock          | 26 | 34 | 11 | 4  | 19 | 38 | 60 |
| [ 3 ] | 17.  | Queen's Park        | 25 | 34 | 8  | 9  | 17 | 29 | 53 |
| [ 3 ] | 18.  | St. Mirren          | 24 | 34 | 7  | 10 | 17 | 32 | 59 |

Legenda:
      Campione di Scozia.
Regolamento:
Due punti a vittoria, uno a pareggio, zero a sconfitta.
Vigeva il pari merito. In caso di arrivo a pari punti per l'assegnazione del titolo o per i posti destinati alla rielezione automatica era previsto uno spareggio.
Note:
Il Queen's Park e il St. Mirren furono rieletti per la stagione successiva.